# George Wearring
George Arthur Wearring (London, 2 giugno 1928 – London, 3 marzo 2013) è stato un cestista canadese.

## Carriera
Con il Canada ha disputato i Giochi olimpici di Helsinki 1952.